# Bajío

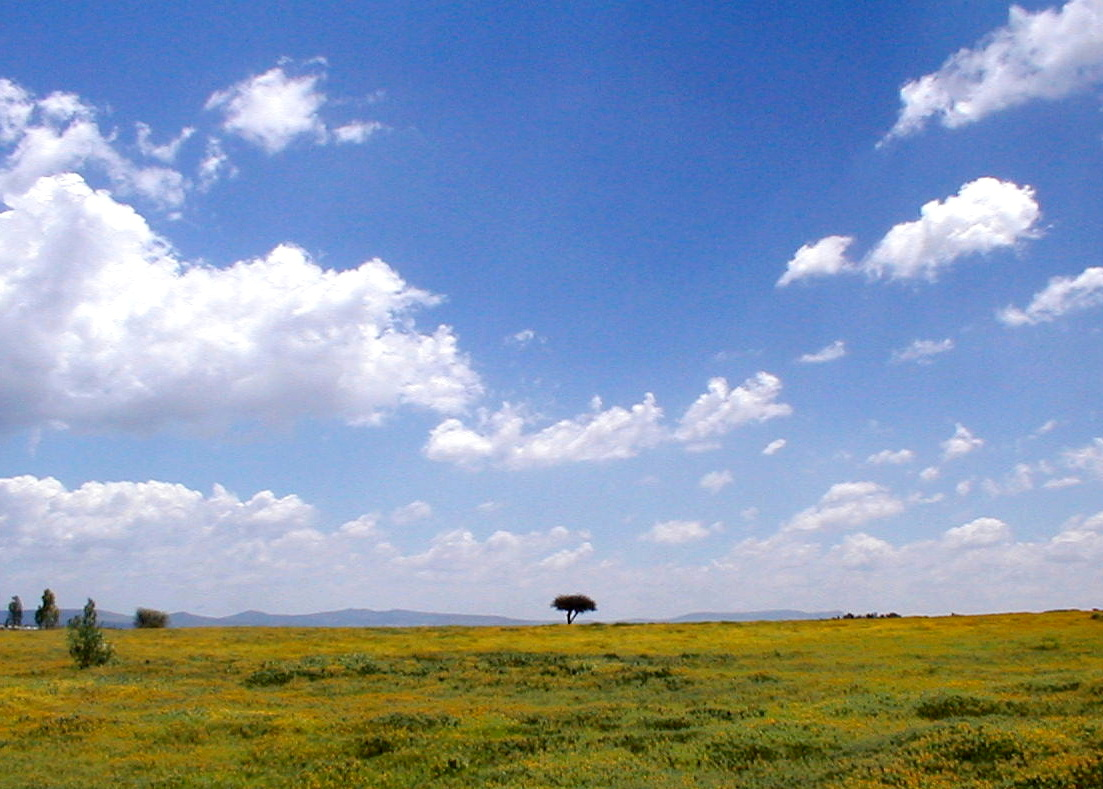
De Bajío in Guanajuato

De Bajío is een hoogvlakte in Centraal-Mexico. De Bajío strekt zich uit over Guanajuato, Aguascalientes, Jalisco, Colima, Querétaro en Michoacán.
Hoewel Bajío laagte betekent, is het een hooggelegen gebied, ongeveer 2000 meter boven de zeespiegel. Met 700 mm neerslag per jaar is het een van de vruchtbaarste gebieden van Mexico. De Bajío staat ook bekend als een van de bastions van het rooms-katholicisme in Mexico.